# Schloss Tonna

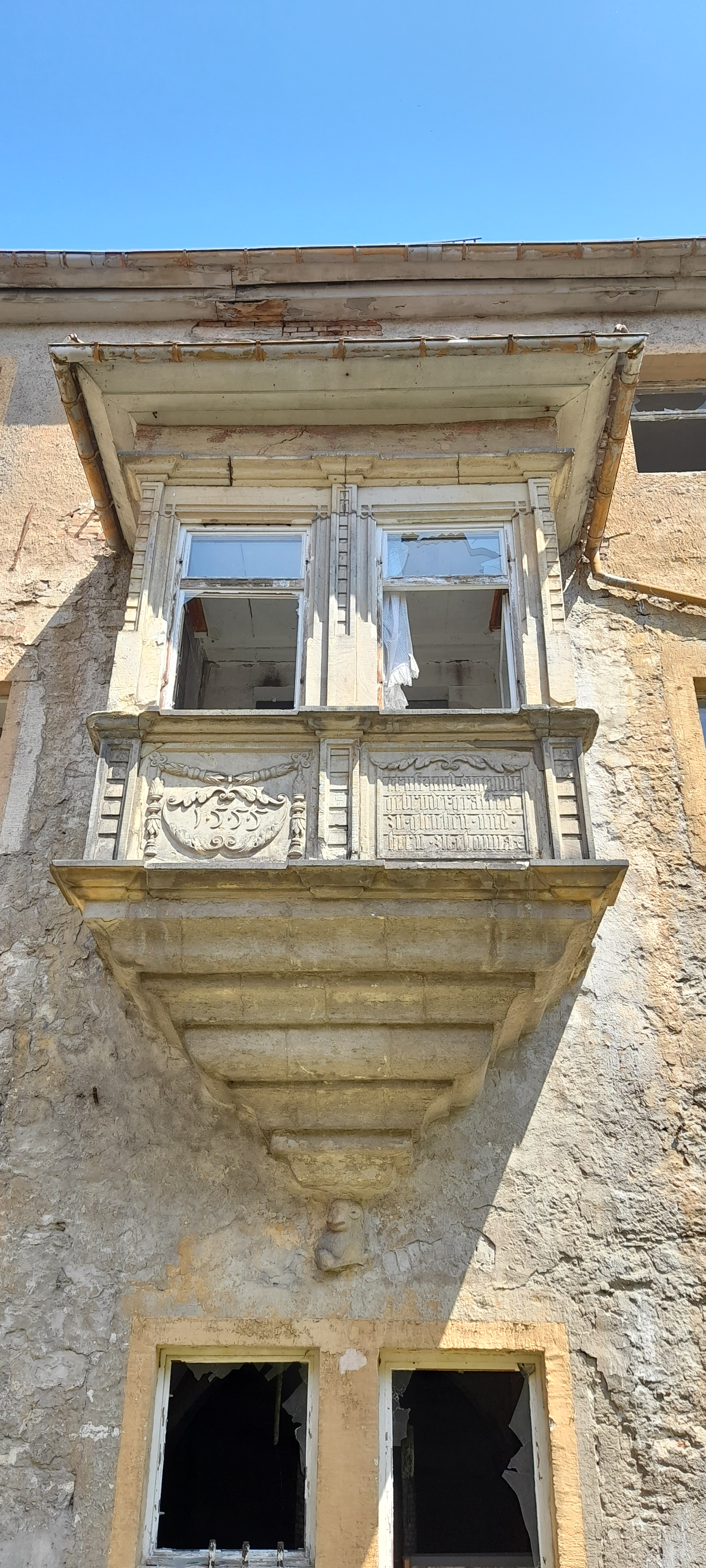
Erker von 1555 im Innenhof

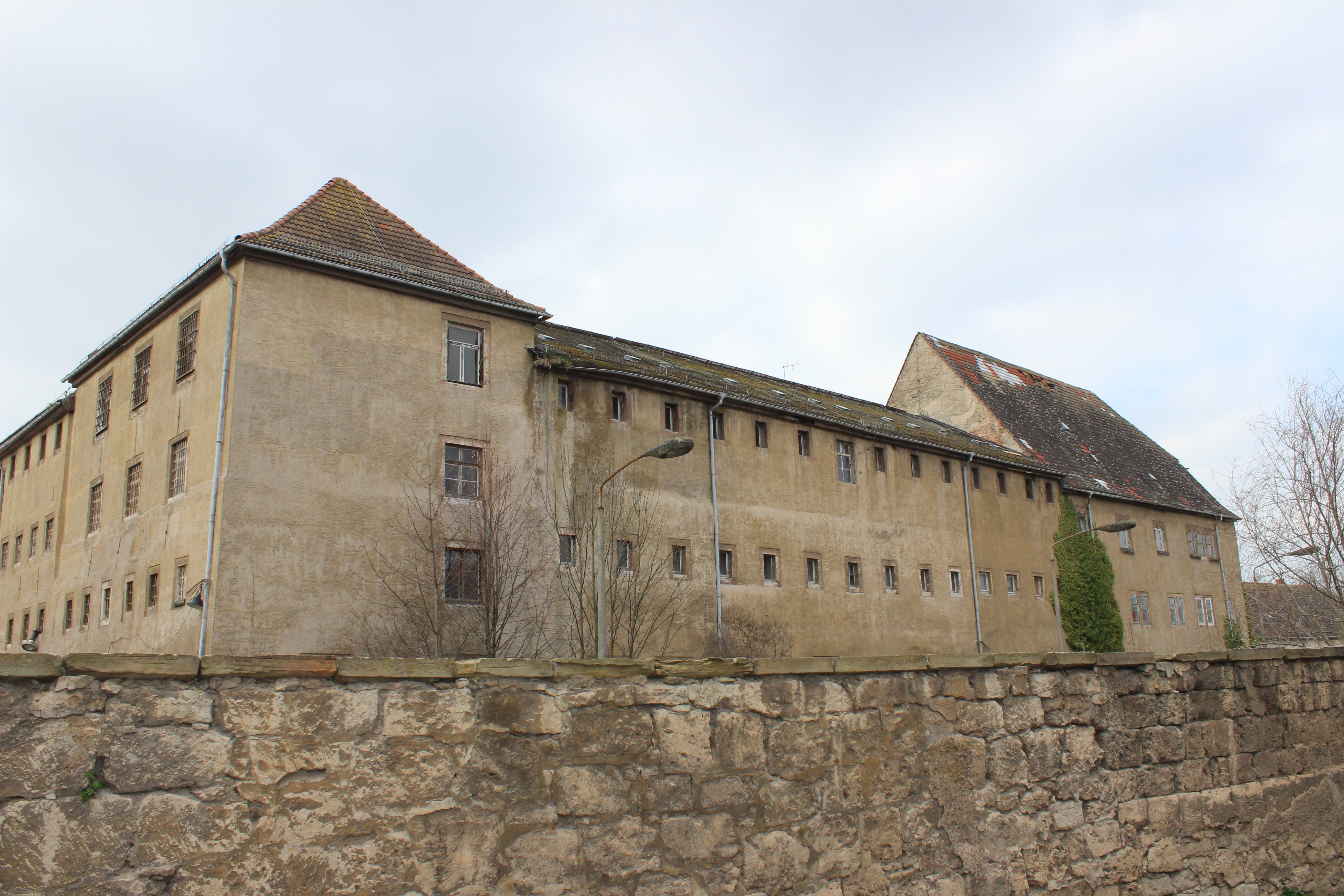
Ansicht von Südosten (2020)

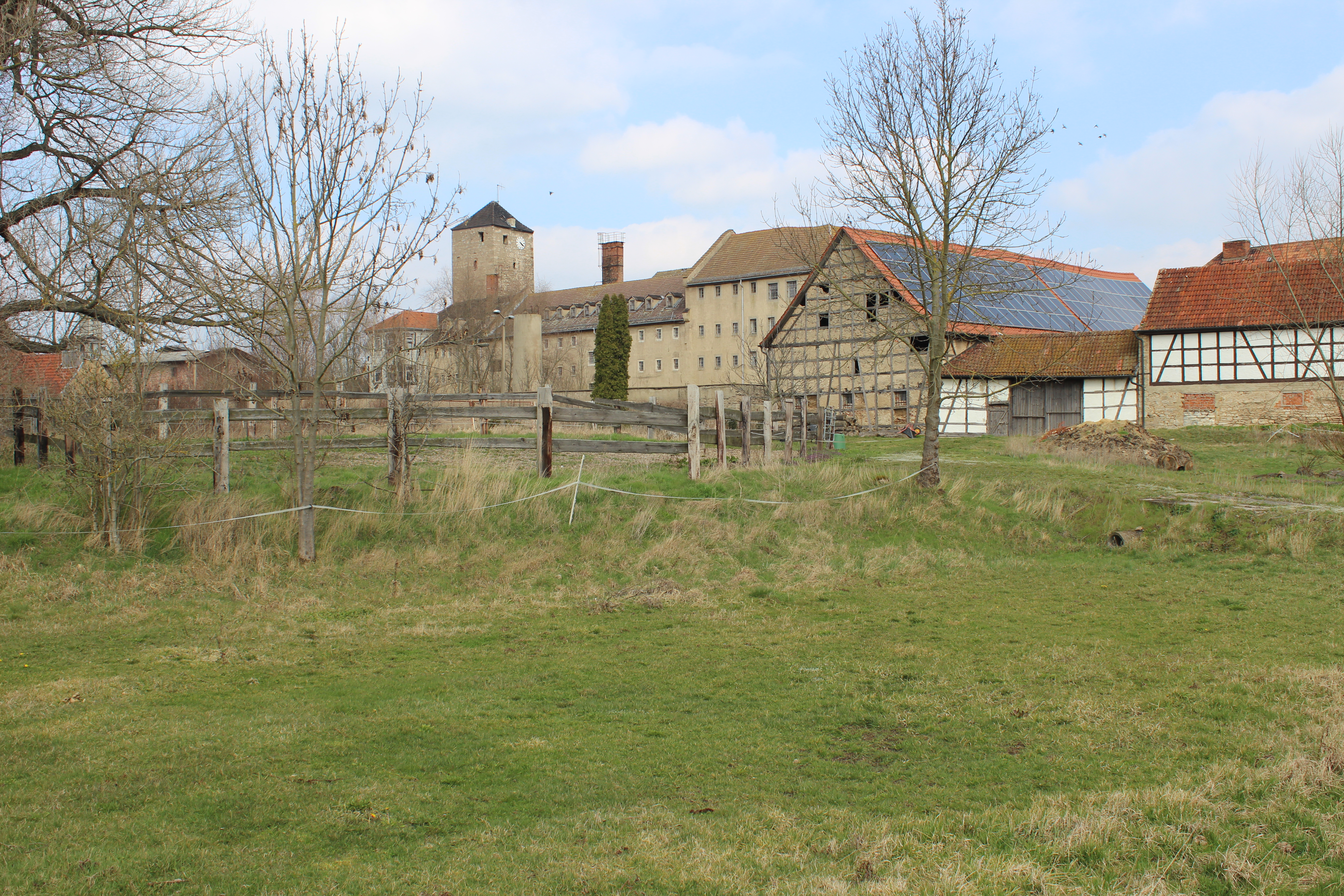
Lage des Schlosses am Ortsrand (2020)

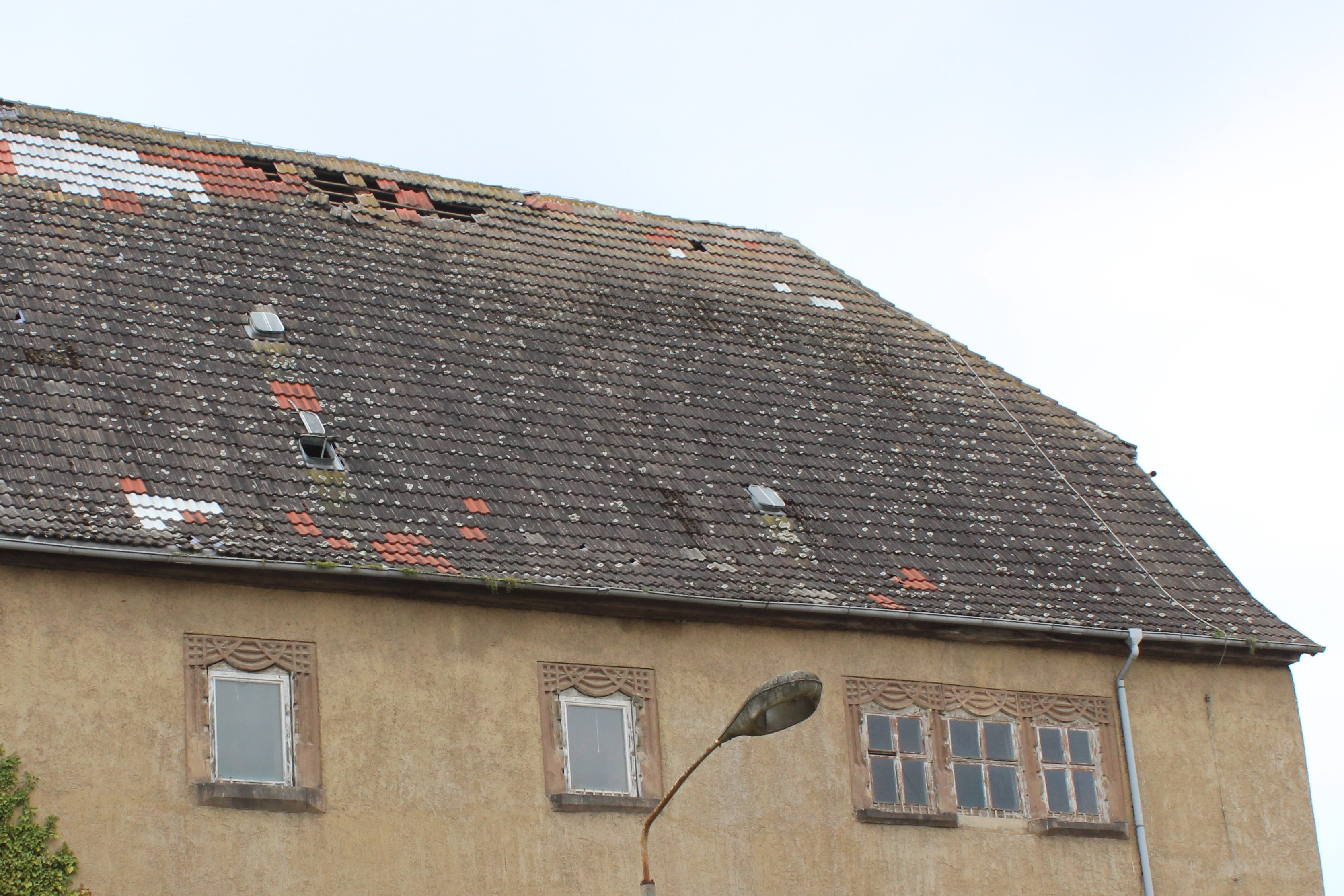
Dachdetail mit fehlenden Ziegeln (2020)

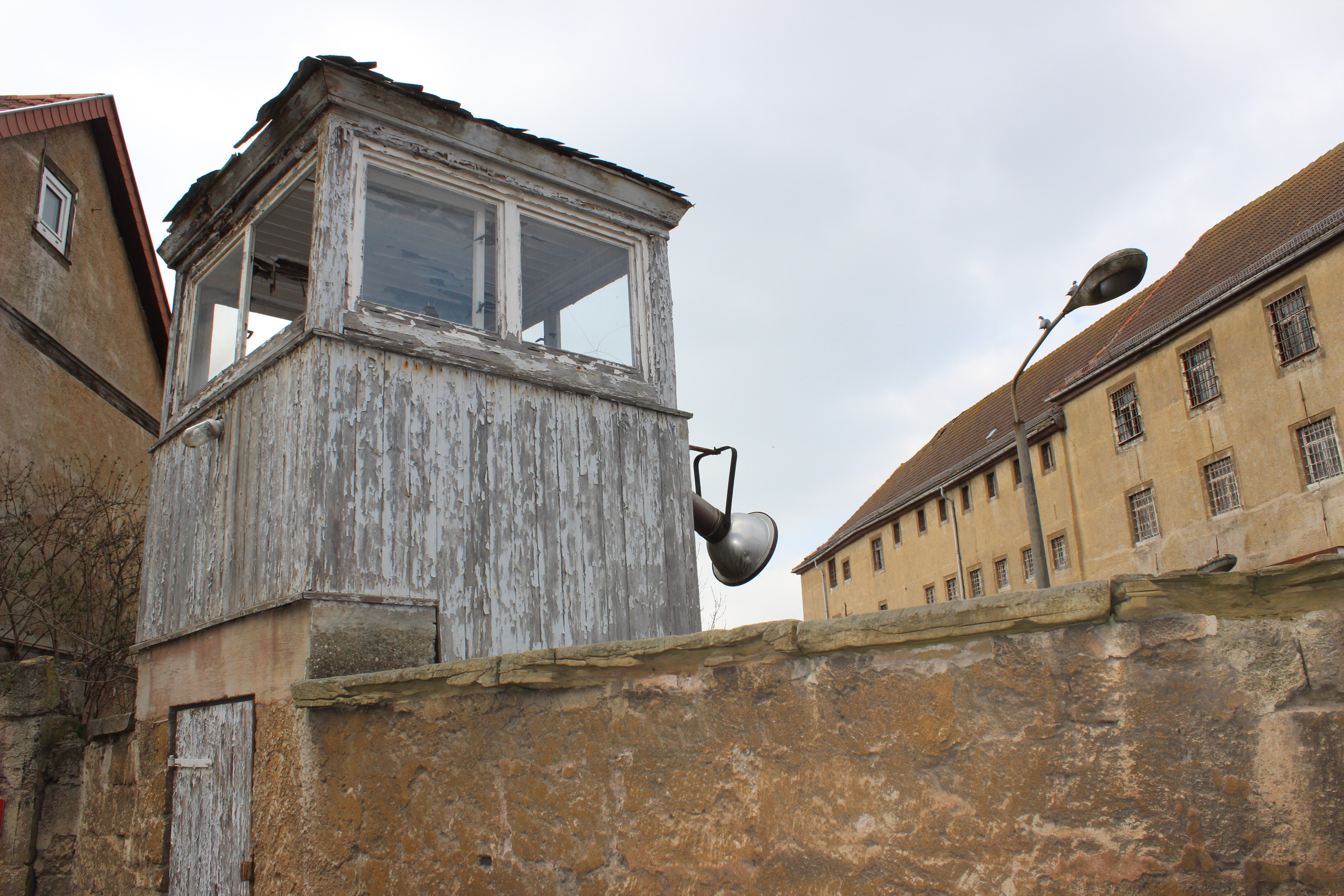
Ehem. Wachturm des Gefängnisses aus der DDR-Zeit (2020)

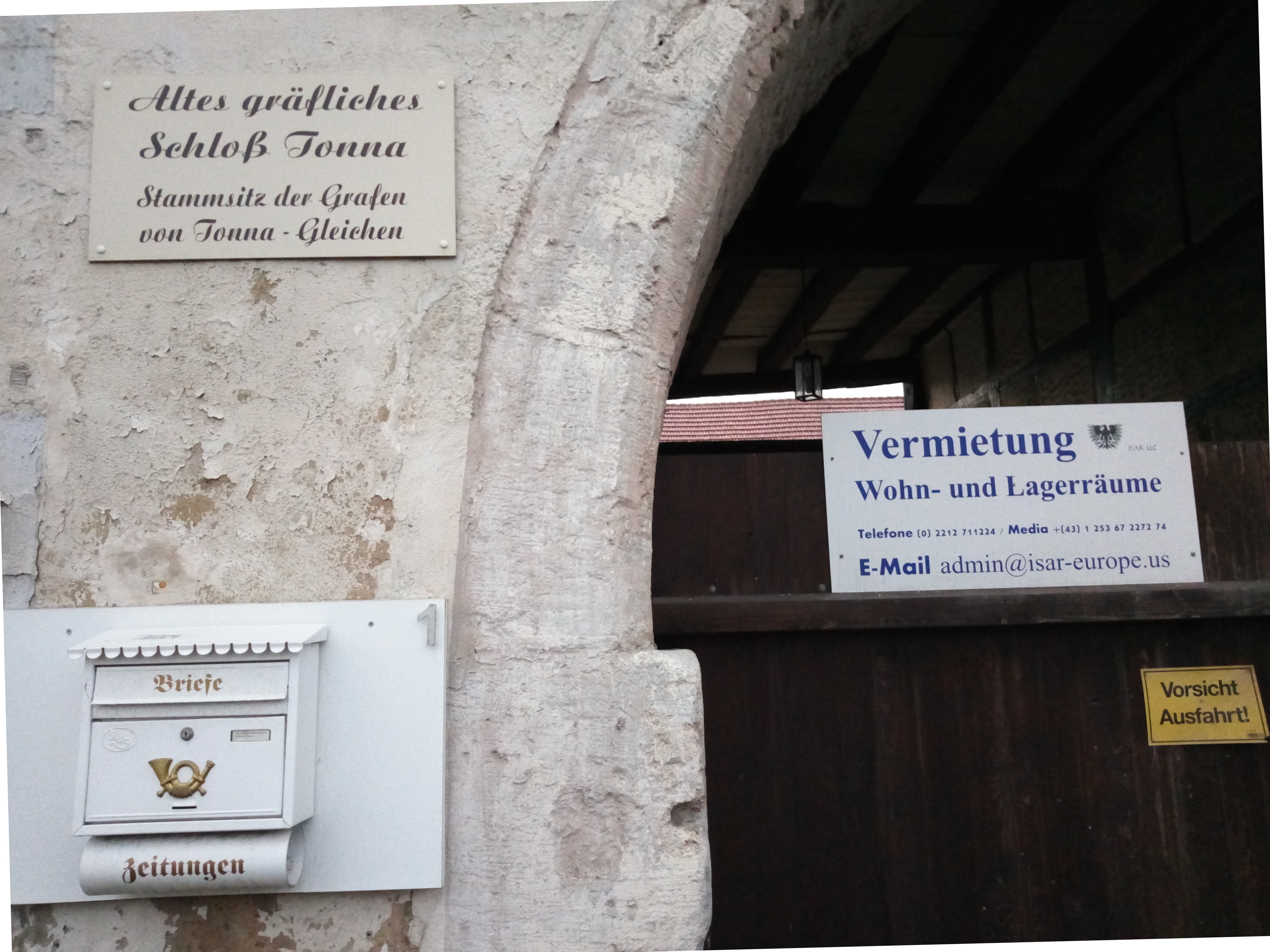
Schilder zum Objekt und zu den Eigentümern am gotischen Eingangstor

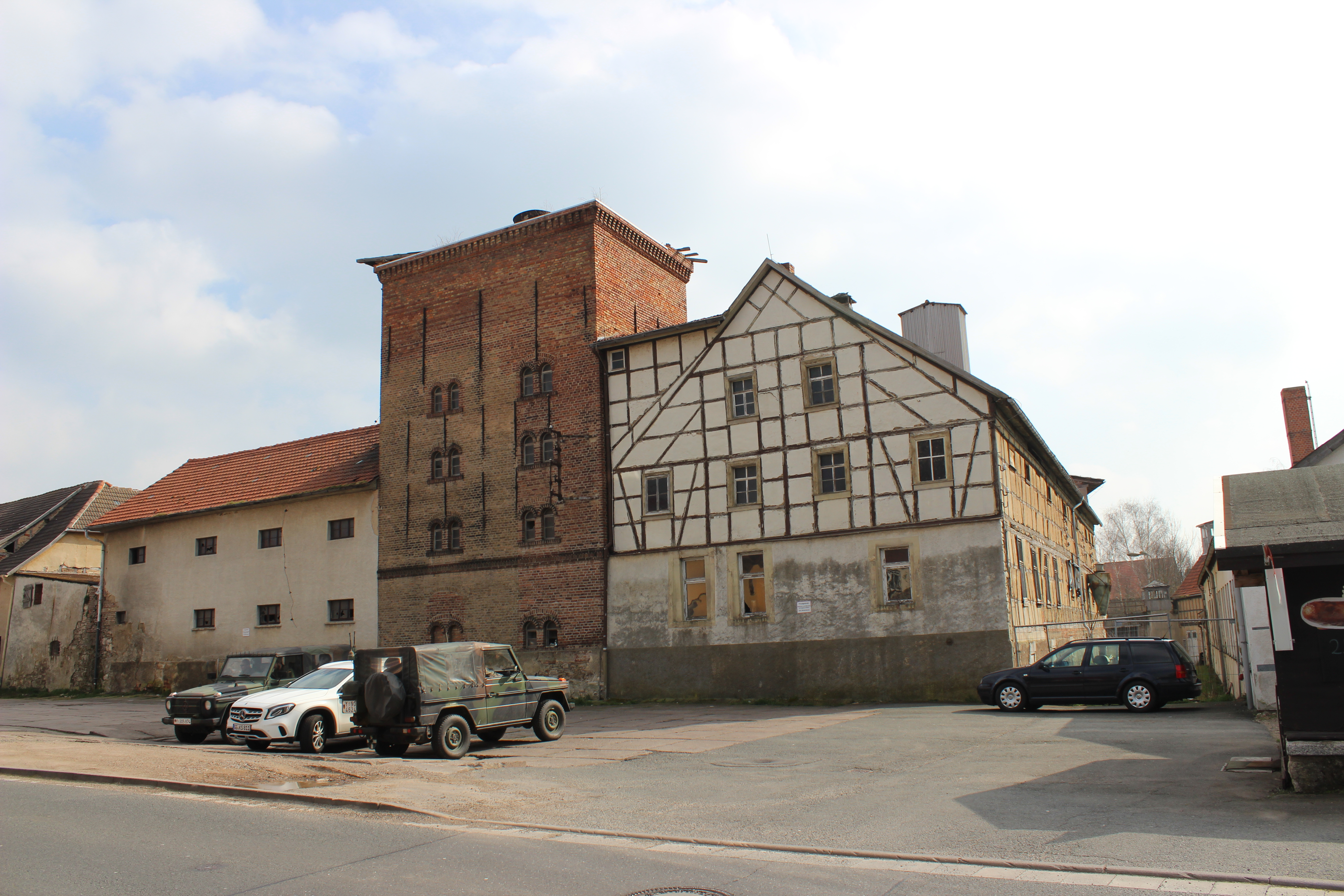
Nebengebäude des zugehörigen Gutshofes (2020)

Schloss Tonna, auch Kettenburg genannt, ist eine mittelalterliche Wasserburg in Gräfentonna, einem Ortsteil von Tonna im Landkreis Gotha in Thüringen. Die bauliche Anlage wurde mehrfach umgebaut und vergrößert und diente über einen Zeitraum von 130 Jahren bis 1989 als Justizvollzugsanstalt. Zusammen mit der Vorburg ist sie als Einzeldenkmal in der Liste der Kulturdenkmale im Kreis Gotha eingetragen und unterliegt so den Vorschriften des Thüringer Denkmalschutzgesetzes.

## Geschichte

### 860–1640: Wasserschloss als Sitz der Grafen von Tonna und Gleichen
860 wurde der fränkische Adlige Erphold als erster Graf in Tonna genannt. 1089 wurde die Burg von Erwin I. von Tonna bewohnt. 1120 bis 1290 waren die Grafen von Tonna erzbischöflich mainzische Vögte über die Stadt Erfurt. Erwin II., Graf von Tonna, wurde 1154 Vogt von Gerode, 1162 Graf von Gleichen und 1167 Graf von Thüringen.
Um 1200 ließen die Grafen von Gleichen und Tonna die Burg als typische spätromanische Wasserburg auf einer Fläche von knapp 12.000 m² neu erbauen. Die vierflügelige Kernburg bildet ein Rechteck von 62 × 42 m = 2.604 m² und war umgeben von einem Wassergraben, dessen Wasser vom Seegraben gespeist wurde. Aus der Zeit sind noch der 35 m hohe Turm im Nordflügel und das hohe Vorderhaus im Nordosten erhalten. Der Turm war von einem Turmwächter bewohnt, der bei drohender Gefahr oder bei Sichtbarwerden eines Feindes ins Horn stieß. Im Norden entstand eine trapezförmige Vorburg.
Ab 1375 wurde das Schloss nach einem Brand wiederhergestellt und schrittweise zu einer geschlossenen Vierflügelanlage ergänzt. 1522 errichtete man das „Hohe Haus“ mit einem großen Saal und den typischen spätgotischen Fenstergewänden. Es folgten eine Hofstube und der Küchenflügel. Der gotische Bergfried wurde um 1535 zu repräsentativen Zwecken aufgestockt und mit einer geschweiften Haube versehen. Zuletzt wurde durch Ernst und Sigmund zu Gleichen und Tonna der Ostflügel mit dem hofseitigen Renaissanceerker fertiggestellt. Hieran erinnert eine Relieftafel, die an einem Erker an der Ostseite des Innenhofes angebracht ist, mit der Inschrift:
"1555
ernst.und.sigemot
gebruder.grafen
zu.gleichen.und.
hern.zu.thonna"

### 1640–1861: Nebenresidenz der Grafen von Waldeck und Amtshaus der Herzöge von Gotha
Mit Graf Hans (Johann) Ludwig starben die Grafen von Gleichen/Tonna im Jahre 1631 im Mannesstamme aus. 1640 fiel die Herrschaft Tonna mit dem Schloss an die Grafschaft Waldeck unter Graf Philipp Dietrich (1614–1645). Ihm folgte 1664 sein Bruder Graf Georg Friedrich zu Waldeck (1620–1692), der sich demgemäß Georg Friedrich Graf und Herr zu Waldeck, Pyrmont und Cuylenburg, Freiherr zu Tonna, Paland, Wittem und Werth nannte.
1677 verkaufte Georg Friedrich die Herrschaft Tonna an Herzog Friedrich I. von Sachsen-Gotha-Altenburg. Dieser legte noch im selben Jahr den Grundstein für ein Neues Schloss am Markt in Gräfentonna. Es hatte bei einer Breite von 12 m eine Länge von beachtlichen 84 m und war dreistöckig. Jedes Stockwerk hatte 30 Fenster an der Längs- und drei an der Giebelseite. Heute ist die Verbandsgemeindeverwaltung hier untergebracht.
Das alte Schloss Tonna diente danach bis 1861 als fürstliches Amtshaus des Herzogtums. 1761 erfolgten Umbauten für den fürstlichen Amtsvogt von Gotha. Einige Räume wurden als Speicherräume für Zinsfrüchte genutzt. Bis 1859 war das Schloss Sitz des Justiz- und Rentamtes.
Das ehemalige Vorwerk hatte seine militärische Bedeutung verloren und diente vor allem der Landwirtschaft. Aus der dort vorhandenen Brauerei entwickelte sich die im 18. und 19. Jahrhundert bedeutende Brauereigaststätte „Zum Kellerhof“.

### 1861–1991: Staatliches Gefängnis und Zuchthaus
Von 1861 bis 1991 diente das Gebäude als Gefängnis und Zuchthaus. Nach der Reichsgründung wurde es 1873 durch Aufstockung eines dritten Stockwerks im Süd- und Westflügel und durch einen Anbau an der Nordseite erweitert. 282 Einzelzellen entstanden. Zu den Zeiten stieg ein Insasse alltäglich in den Turm, um die Uhr aufzuziehen.
Zwischen 1933 und 1935 erreichte die Belegung mit 85 Männern und 35 Frauen in der Gefängnis- bzw. Zuchthausabteilung einen Höhepunkt. Der Anteil der aus politischen Gründen Inhaftierten stieg seit 1933 von 5 auf 45 %. Die seit 1933 wieder eingerichteten Männerabteilungen wiesen eine Steigerung der Belegung von 98 im Jahre 1933 auf 261 im Jahre 1935 auf. Seit 1934 gab es eine Zuchthaus-Abteilung für Männer, deren Zahl bis 1935 von 42 auf 111 Personen anstieg. Aus der Abteilung Sicherungsverwahrung wurden von den 164 Personen 80 % an die KZ Buchenwald und KZ Mauthausen überstellt. Während des Zweiten Weltkrieges waren mindestens 144 ausländische Zwangsarbeiter inhaftiert. Zwangsarbeiter und Kriegsgefangene aus Frankreich, Polen und der Sowjetunion mussten in der Landwirtschaft von Burgtonna, auf der Domäne Schröder in Gräfentonna und im Betrieb W. Mottebohm arbeiten.
Zu DDR-Zeiten waren in diesem Gefängnis auch politische Häftlinge inhaftiert.

### Seit 1991: Eigentümerwechsel und Leerstand
Seit der Fertigstellung einer neuen Justizvollzugsanstalt in Gräfentonna nach der Wende steht das Schloss leer und befindet sich in einem sanierungsbedürftigen Zustand. 1993 wurde es dem Freistaat Thüringen als Vermögen zugeordnet. Dieser verkaufte es 1996 an die landeseigene Landesentwicklungsgesellschaft Thüringen (LEG) zur Verwertung. 2007 versteigerte die LEG das Schloss und erteilte dem Höchstbietenden, der Fa. Gans Generalbauunternehmung GmbH in Zürich, den Zuschlag. Nachdem über Jahre keine Sanierungsarbeiten stattfanden, wurde das Schloss 2012 über die Sächsische Grundstücksauktionen AG, Dresden, mit einem Mindestgebot von 29.000 Euro erfolglos auf einer Versteigerungsauktion angeboten. Die Schweizer Gesellschaft versuchte daraufhin, es über das Internet zu veräußern. Die Thüringer Allgemeine berichtete von einem Verkaufsangebot von 108.000 Euro und schätzt den Sanierungsbedarf auf einen zweistelligen Millionenbetrag. Bei einer erneuten Versteigerung im Februar 2013 erhielt eine US-amerikanische Limited Liability Company namens „ISAR LLC“ den Zuschlag für 29.000 Euro und warb anschließend am Gebäude für die Vermietung von Wohn- und Lagerräumen. Am 3. Juni 2020 teilte Benjamin-Immanuel Hoff als Vertreter der Thüringer Staatskanzlei der Präsidentin des Thüringer Landtages Birgit Keller mit: Als Eigentümerin ist im Grundbuch die ISAR LLC, vertreten durch die Geschäftsführer Dr. Wolfgang Pöschl und Lana Dandridge, 1603 Capitol Avenue, Suite 314-161, Cheyenne, Wyoming, USA, eingetragen. Als Geschäftsadresse wurde gegenüber den Behörden eine Anschrift unter Hauptstraße 86 a, 5113 Köln. (…) In seiner 33. Sitzung am 5. Oktober 2006 hat der Haupt- und Finanzausschuss der Veräußerung des Schlosses zu einem Auktionslimit von 35.000 € einstimmig und auflagenfrei zugestimmt. 2015 berichtete die Thüringer Allgemeine sowohl über konstruktive Gespräche zwischen dem neuen Eigentümer und der Unteren und Oberen Denkmalschutzbehörde als auch darüber, dass das Schloss sich bis auf Stabilisierungsmaßnahmen weiterhin im Ausgangszustand befinde.
Seit spätestens März 2020 ist das Dach des Schlosses an mehreren Stellen offen (vgl. Foto). Im Oktober 2020 gründete sich daraufhin ein „Förderverein Schloss Tonna“ mit den Zwecken der Geschichtsforschung, des Denkmalschutzes, der Denkmalpflege und der Bildungsarbeit in Bezug auf das Schloss.

## Schloss Tonna in den Medien
2013 war Schloss Tonna Drehort für die Verfilmung des Romans Das große Heft (2013) unter der Regie von János Szász. Seit dem Besitzübergang an die neue Eigentümergesellschaft wurden jedoch trotz zahlreicher Anfragen u. a. des ZDF keine Genehmigungen zu Innenaufnahmen mehr erteilt.
2021 produzierte das Fernsehkombinat Leipzig einen 44-minütigen Dokumentarfilm über die euphemistisch „Jugendhaus“ genannten Jugendgefängnisse der DDR. Dabei werden auch historische Bilder und Interviews aus Schloss Tonna gezeigt. Der Film wurde unter dem Titel Verlorene Kindheit – weggesperrt in der DDR am 13. April 2022 bei 3Sat und am 24. Juli 2022 bei ZDFinfo ausgestrahlt und danach bis 12. April 2023 in der Mediathek von 3Sat angeboten.
2022 berichtete die Abendzeitung München über eine Entscheidung des Amtsgerichts München. Danach darf eine verfallene Burg „Lost Place“ genannt werden. Vorausgegangen war 2018 eine Veröffentlichung von Fotos unter der Bezeichnung „Lost Place“ auf einer privaten Internetseite und eine Klage der Eigentümergesellschaft auf Schadensersatz wegen Urheberrechtsverletzung. Schadensersatzansprüche und Verletzung moralischer Rechte sahen die Richter nicht.